# Coniocessia nodulisporioides
Coniocessia nodulisporioides är en svampart som först beskrevs av David Leslie Hawksworth, och fick sitt nu gällande namn av Dania García, Stchigel, D. Hawksw. & Guarro 2006. Coniocessia nodulisporioides ingår i släktet Coniocessia, ordningen kolkärnsvampar, klassen Sordariomycetes, divisionen sporsäcksvampar och riket svampar.   Inga underarter finns listade i Catalogue of Life.